# 토마스 빌니

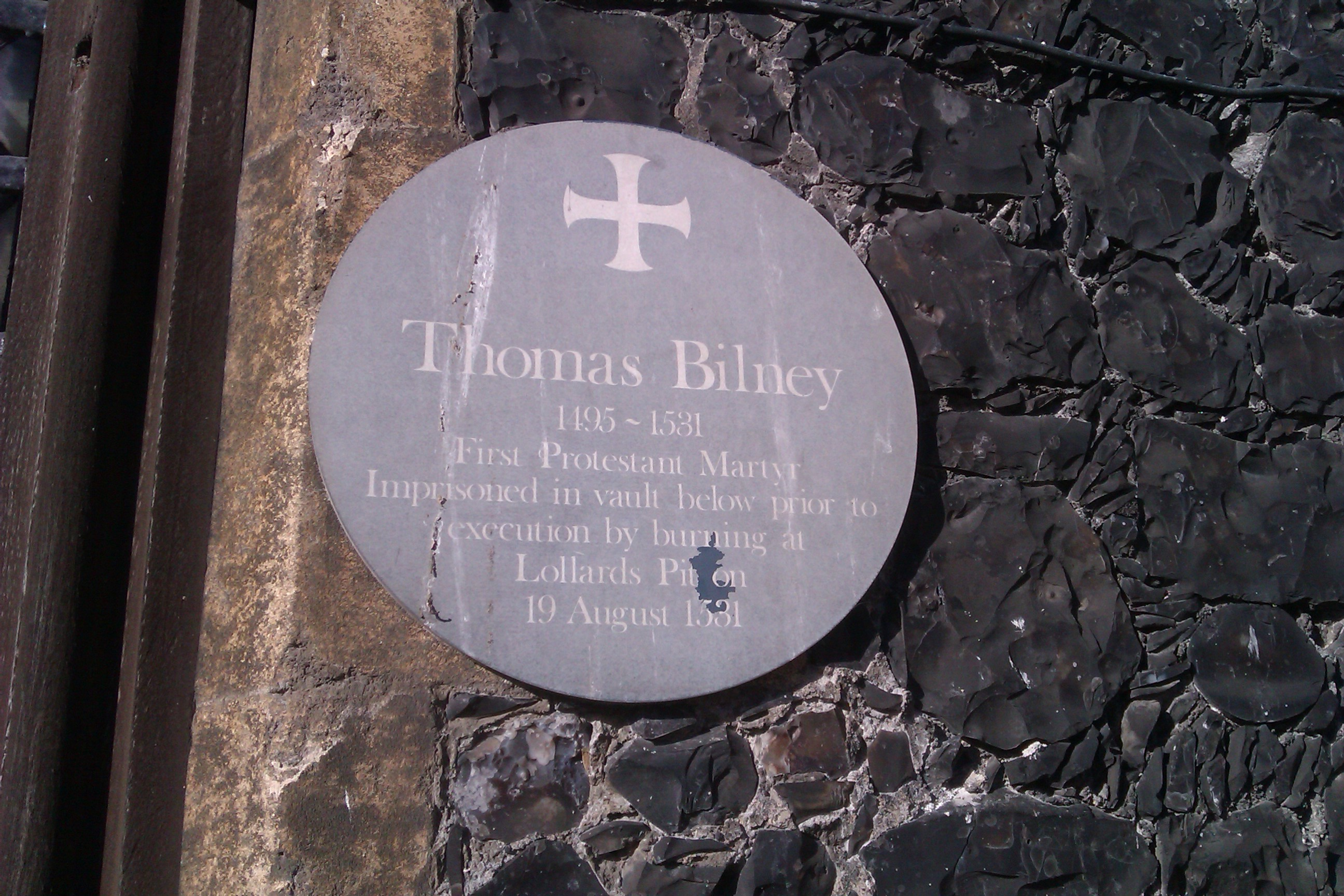
토마스 빌니의 현판

토마스 빌니(Thomas Bilney, 1495-1531)는 영국의 종교개혁의 아버지라 불리는 영국 최초의 기독교 순교자이다. 그가 에라스무스가 번역한 헬라어 성경을 읽고 회심한 뒤 복음을 전하게 된다. 그의 영향을 받은 사람으로, 매튜 파거와 휴 레티머, 윌리엄 틴들이 있다.
그는 디도데 전서 1장 15절의 바울의 고백에 깊은 감동을 받고, '죄인 중의 괴수'라는 표현에 회심을 하게 되었다. 그 후 케임브리지 대학교에서 성경공부반을 만들어 성경을 가르치는 데, 가톨릭교도였던 스태퍼드가 회심하게 되었다.
그의 영향으로 많은 사람들이 회심하게 되고, 특히, 윌리엄 틴데일은 성경번역의 꿈을 갖게 되었다.
그는 담대하게 설교를 하였고, 특히, 성상숭배에 대해 반대하는 설교를 하자, 결국, 가톨릭의 마지막 주교였던 리쳐드 닉스에 의해 고소 당하여 순교하였다.